# Інгельфінген
Інгельфінген (нім. Ingelfingen) — місто в Німеччині, знаходиться в землі Баден-Вюртемберг. Підпорядковується адміністративному округу Штутгарт. Входить до складу району Гоенлое.
Площа — 46,48 км2. Населення становить 5476 ос. (станом на 31 грудня 2020).